# Andrew R. George

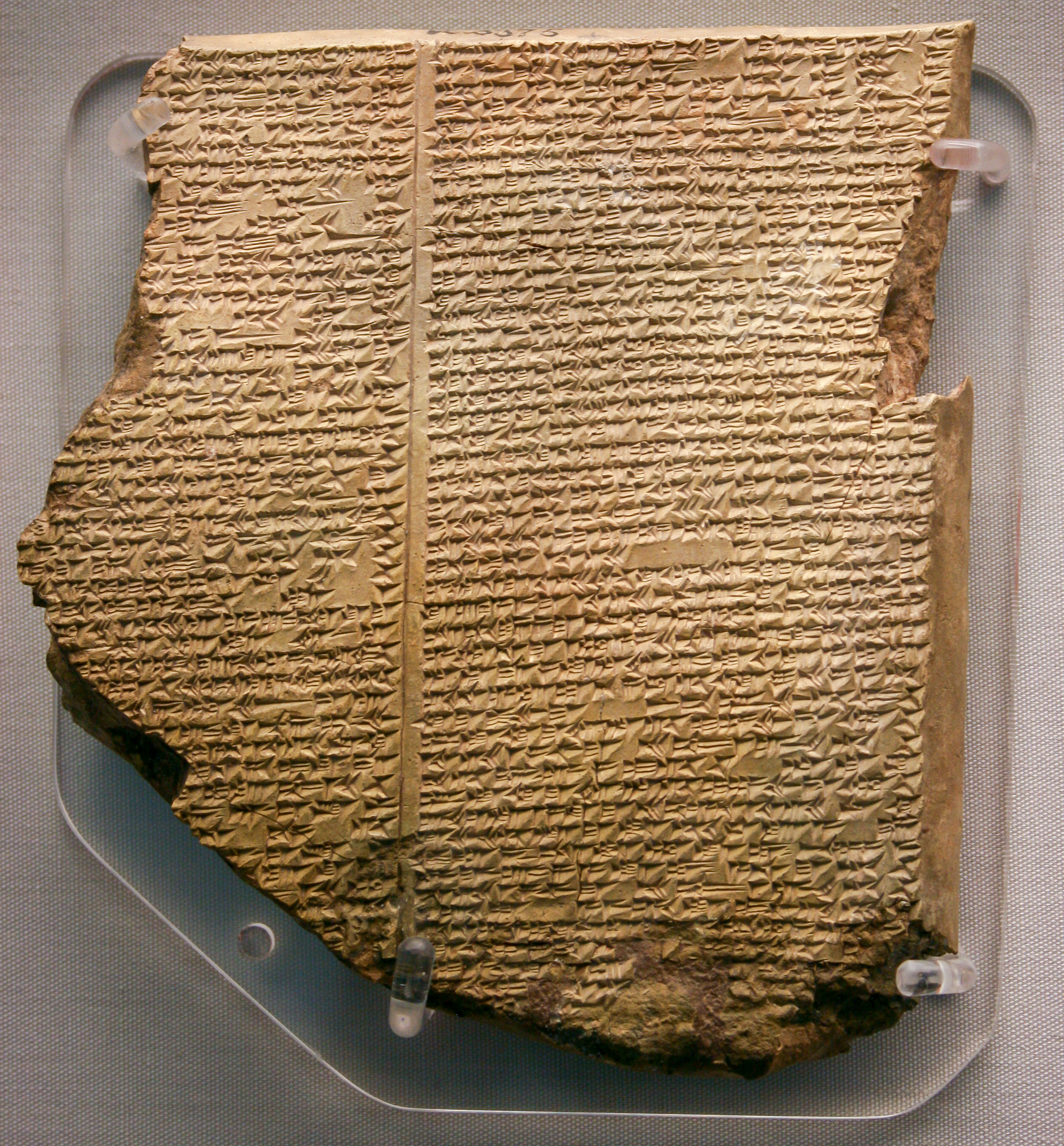
Tablilla sobre el diluvio de la epopeya de Gilgamesh, escrita en acadio (Museo Británico).

Andrew R. George (nacido en 1955) es un profesor y académico británico, conocido por su edición y traducción del Poema de Gilgamesh, el primer poema épico conocido.

## Biografía
Andrew George estudió asiriología en la Universidad de Birmingham (1973-79). En 1985 presentó su tesis doctoral en la Universidad de Londres con el título de Textos topográficos babilónicos, bajo la dirección del profesor W. G. Lambert. Desde 1983 es profesor contratado de lengua y literatura acadia y sumeria en la Escuela de Estudios Orientales y Africanos (SOAS), de la Universidad de Londres y posteriormente pasó a enseñar lengua y literatura babilonia.
Ha sido elegido miembro de la Academia Británica (2006) y miembro honorario de la American Oriental Society (2012). Ha sido profesor visitante en la Universidad de Heidelberg (2000), miembro del Instituto de Estudios Avanzados en Princeton (2004-5), investigador asociado en la Universidad de Rikkyo, Tokio (2009) e investigador principal de la Academia Británica. Fue presidente fundador del London Centre for the Ancient Near East (1995-2000) y durante diecisiete años coeditor de la revista arqueológica Irak (1994-2011).

## Libros
- House Most High: The Temples of Ancient Mesopotamia (Mesopotamian Civilizations, Vol 5), Eisenbrauns, 1993, ISBN 0-931464-80-3
- The Epic of Gilgamesh: A new translation, 228pp, Penguin Classics (UK), (2000) ISBN 0-14-044721-0.
- The Babylonian Gilgamesh Epic: Critical Edition and Cuneiform Texts, 996pp, Oxford University Press (England) (2003) ISBN 0-19-814922-0.